# Johannesbourg
Johannesbourg (en afrikaans et en anglais : Johannesburg, prononcé en afrikaans : /juəˈɦanəsbœrχ/ ; en anglais : /d͡ʒəʊˈhænɪsbɜːɡ/ ; en xhosa et en zoulou : eGoli) est une métropole d'Afrique du Sud, fondée en 1886 au Transvaal. Elle est l'actuelle capitale de la province de Gauteng, la plus riche du pays. L'agglomération de Johannesbourg-Pretoria se classe parmi les trente plus grandes régions métropolitaines du monde, avec plus de douze millions d'habitants, et est l'une des six villes mondiales d'Afrique.
Située sur le gisement aurifère du Witwatersrand, Johannesbourg est considérée comme la capitale économique du pays ; elle abrite ainsi la bourse d'Afrique du Sud. La ville est également hôte de la Cour Constitutionnelle, qui y a son siège dans le quartier de Braamfontein.
En 2000, elle accueille environ 7 100 000 habitants (4 434 827 habitants dans la municipalité), ce qui en fait de loin la ville la plus peuplée du pays. Avec son agglomération et Pretoria (soit un total de 14 707 000 habitants), elle constitue par sa population la vingt-septième aire urbaine du monde et la troisième d'Afrique. La ville a été hôte du Sommet de la Terre 2002, le second sommet de la Terre dit « sommet de Johannesbourg » pour les associations et ONG qui y tenaient un sommet parallèle à celui des États, dix ans après le « sommet de Rio » de 1990.

## Toponymie
Le nom de « Johannesburg » signifie en afrikaans et néerlandais « le bourg (burg) de Johann ». Ce prénom fait référence à deux personnages de la République sud-africaine du Transvaal qui jouèrent un rôle important dans la fondation de la ville en 1886 : le vice-président Christiaan Johannes Joubert et le premier inspecteur général Johann Rissik,.
La ville de Johannesbourg est localement surnommée Joburg, J'burg, The Wild City ou encore Jozi. Son nom zoulou est eGoli qui signifie « ville de l'or » (via l'anglais gold), qui a donné son nom à un célèbre feuilleton télévisé : Egoli: Place of Gold. Eddy Grant la nomme Jo'anna dans sa chanson Gimme Hope Jo'anna.

## Histoire
La région entourant Johannesburg était à l'origine habitée par des chasseurs-cueilleurs San qui utilisaient des outils en pierre. Il est prouvé qu'ils vivaient là il y a dix siècles. Les ruines aux murs de pierre des villes et villages de Sotho-tswana sont éparpillées autour des parties de l'ancien Transvaal dans lesquelles se trouve Johannesburg.
Vers le milieu du XVIIIe siècle, la région élargie était en grande partie peuplée par diverses communautés sotho-tswana (une branche linguistique de locuteurs du bantou), dont les villages, les villes, les chefferies et les royaumes s'étendent de l'actuel Botswana, à l'ouest de nos jours.
De nombreuses villes et villages sotho-tswana dans les environs de l'emplacement de Johannesburg ont été détruits et leurs habitants massacrées pendant les guerres qui ont éclaté lors de l'expansion du Royaume zoulou (mfecane) au début du XIXe siècle.
À partir de 1835, les premiers Boers, chassés par les Britanniques de la région du Cap qu'ils occupaient depuis le XVIIe siècle commencèrent à affluer lors du Grand Trek.

### Période boer

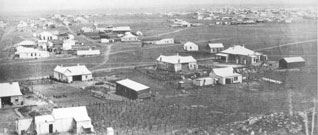
Johannesbourg en 1896.

Un camp de tentes est installé par Ignatius Ferreira dans ce qui deviendra Ferreirasdorp, la plus ancienne partie de la ville, laquelle devient en dix ans la principale zone urbaine du Transvaal. Le développement de Johannesbourg est lié à la découverte d'or en 1886 (d'où son nom zoulou : eGoli signifiant « la cité de l'or »). La ville connaît alors une croissance extrêmement rapide, avec en particulier l'ouverture d'une bourse de valeurs, la bourse de Johannesbourg (Johannesburg Stock Exchange), dès 1887. En une dizaine d'années, la ville de Johannesburg comptait 100 000 habitants.
Comme beaucoup de villes minières de la fin du XIXe siècle, Johannesburg était un lieu rude et désorganisé, peuplé de mineurs blancs de tous les continents, de tribus africaines recrutées pour effectuer des travaux miniers non qualifiés, de brasseurs de bière africains qui cuisinaient et vendaient de la bière aux travailleurs migrants noirs, un très grand nombre de prostituées européennes, de gangsters, de Afrikaners appauvris, de commerçants et de zoulous "AmaWasha", qui ont dominé le travail de blanchisserie. À mesure que la valeur du contrôle de la terre augmentait, des tensions se développèrent entre le gouvernement du Transvaal à Pretoria, dominé par les Boers, et les Britanniques, dont le point culminant fut le Raid Jameson qui aboutit au fiasco de Doornkop en janvier 1896. Au cours de la seconde guerre des Boer (1899–1902) Les forces britanniques commandées par le maréchal Frederick Sleigh Roberts, occupent la ville le 30 mai 1900 après une série de batailles au sud-ouest de ses limites d'alors, près de l'actuel Krugersdorp.
Les combats se sont déroulés au col de Gatsrand (près du parc Zakariyya) le 27 mai, au nord de Vanwyksrust - l'actuel Nancefield, le parc Eldorado et Naturena - le lendemain, aboutissant à une attaque massive d'infanterie sur l'actuelle crête des eaux de Chiawelo et de Senaoane. 29 mai
Pendant la guerre, de nombreux mineurs africains noirs ont quitté Johannesburg, provoquant une pénurie de main-d'œuvre, que les mines ont compensée par une main d'œuvre venue de Chine, en particulier du sud de la Chine. Après la guerre, ils ont été remplacés par des travailleurs noirs, mais de nombreux Chinois sont restés, créant la communauté chinoise de Johannesburg, qui pendant la période de l'apartheid n'était pas légalement classée comme Asiatique, mais comme Coloured. La population en 1904 était de 155 642 habitants, dont 83 363 Blancs (53 %).

### Au sein de l'Union sud-africaine

Vue aérienne de Johannesbourg en 1911. En haut de la photo, le Joubert Parc et la gare de Park Station.

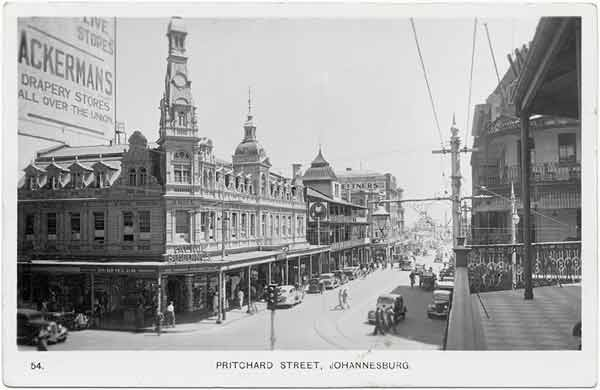
Pritchard Street vers 1910.

En 1917, Johannesburg devint le siège de la société Anglo American fondée par Ernest Oppenheimer, qui devint finalement l'une des plus grandes sociétés du monde, dominant à la fois les mines d'or et de diamant en Afrique du Sud. D'importants investissements immobiliers ont eu lieu dans les années 1930 (immeubles Art déco), après l'abandon de l'étalon-or. À la fin des années 1940 et au début des années 1950, le quartier d'Hillbrow connu une forte croissance. En 1951, en application des nouvelles lois d'apartheid, le township de Soweto fut conçu pour recevoir des résidents uniquement noirs. De nouvelles autoroutes ont favorisé le développement des banlieues au nord de la ville. À la fin des années 1960 et au début des années 1970, des gratte-ciels (notamment le Carlton Centre et le Southern Life Centre) occupaient l’horizon du quartier central des affaires.
En mars 1960, Johannesburg a été le théâtre de nombreuses manifestations contre l'apartheid en réponse au massacre de Sharpeville. En juillet 1963, la police sud-africaine a perquisitionné une maison dans la banlieue de Johannesburg, à Rivonia, où neuf membres du Congrès national africain (ANC), interdit, ont été arrêtés sous l'inculpation de sabotage. Parmi les neuf personnes arrêtées figuraient un Indo-Sud-Africain, deux Blancs et six Noirs, dont l'un était le futur président Nelson Mandela.
Le 16 juin 1976, des manifestations ont éclaté à Soweto à la suite d'un décret gouvernemental tendant à ce que les écoliers noirs soient éduqués en afrikaans et non en anglais. Après que la police eut tiré sur les manifestations, des émeutes contre l'apartheid ont commencé à Soweto et se sont propagées dans la région de Johannesburg. Environ 575 personnes, en majorité noires, ont été tuées lors des émeutes de Soweto en 1976. Entre 1984 et 1986, l'Afrique du Sud était en proie à une série de manifestations nationales, de grèves et d'émeutes contre l'apartheid, et les townships noirs autour de Johannesburg étaient les scènes des luttes les plus acharnées entre la police et des manifestants anti-apartheid.

### Période post-apartheid

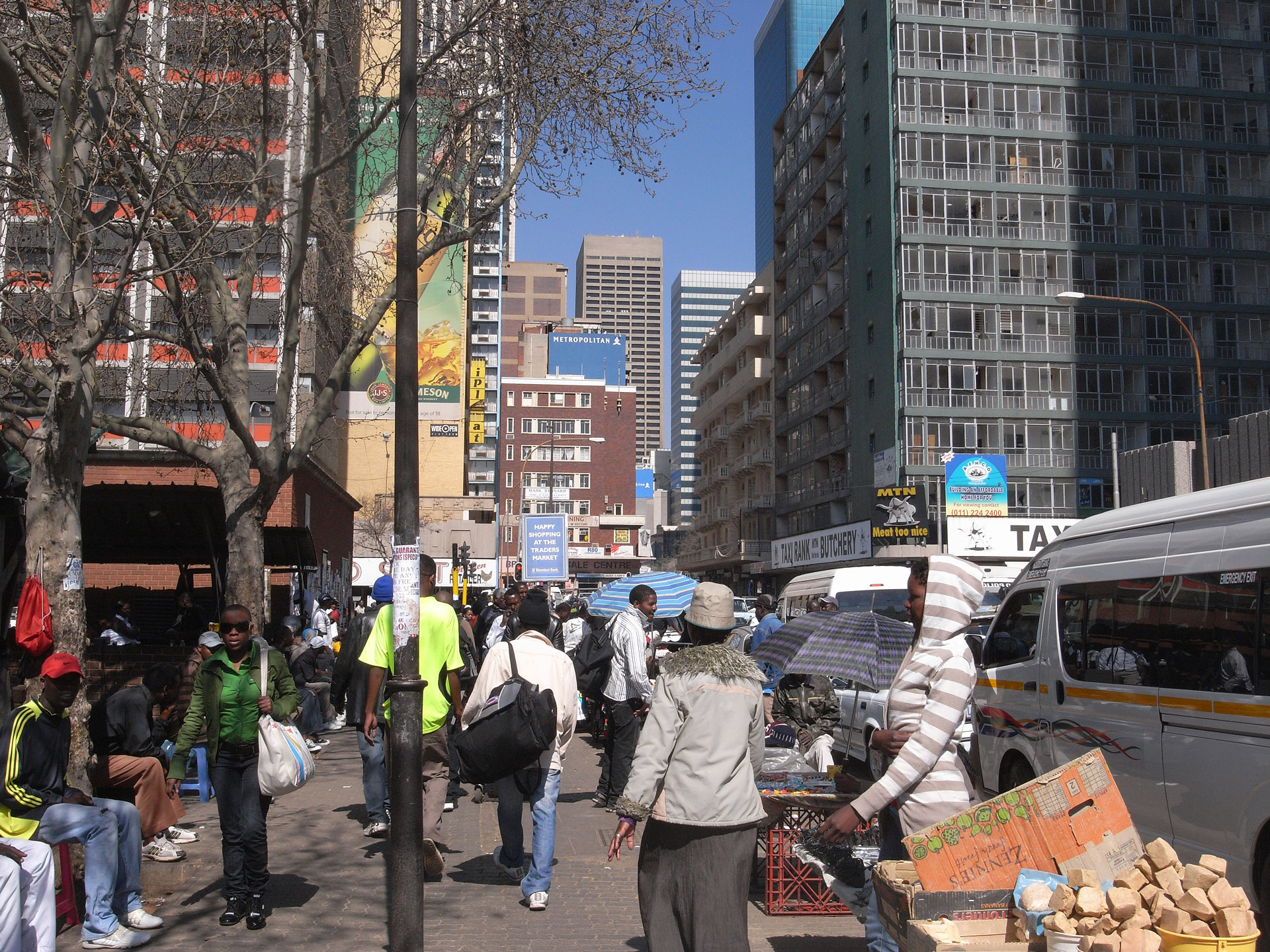
Park Station dans le centre-ville en 2009.

Le centre de la ville (Central Business District) commença à décliner dès les années 1980 et 1990, en raison du taux de criminalité élevé, redirigeant les capitaux des spéculateurs immobiliers vers les banlieues. Le centre commercial de Sandton a été ouvert en 1973, suivie du Rosebank Mall en 1976 et de Eastgate en 1979.
Le 28 mars 1994, à l'approche des élections de 1994, une cinquantaine de manifestants du Parti Inkatha de la liberté sont tués par des gardes de l'ANC lors du massacre de Shell House.
Dans les années 2000, le niveau de criminalité à Johannesburg a diminué, l'économie se stabilisant et commençant à croître. Entre 2001 et 2006, 9 milliards de rands (1,2 milliard de dollars américains) ont été investis dans le centre-ville. Des investissements supplémentaires d’environ 10 milliards de rands (1,5 milliard de dollars américains) sont attendus dans le seul centre-ville d’ici à 2010, sans compter les projets de développement directement liés à la Coupe du monde de football 2010. Afin de préparer Johannesburg à la Coupe du Monde de la FIFA 2010, le gouvernement local a fait appel à Rudy Giuliani, ancien maire de New York, pour aider à faire baisser le taux de criminalité, les matchs d'ouverture et de clôture du tournoi ayant eu lieu dans la ville.
Le 12 mai 2008, une série d'émeutes a commencé dans le township d'Alexandra, dans le nord-est de Johannesburg, lorsque des habitants ont attaqué des migrants du Mozambique, du Malawi et du Zimbabwe, faisant deux morts et 40 blessés. Ces émeutes ont déclenché les attaques xénophobes de 2008. De nouvelles émeutes en 2019 étaient de nature et d'origine semblables aux émeutes xénophobes de 2008.

## Géographie

### Situation
Plus grande ville de l'ancienne région du Transvaal, Johannesbourg est située depuis 1994 dans la nouvelle province du Gauteng dont elle est la capitale.
Johannesbourg ayant été fondée sur des terres particulièrement arides à la suite de la découverte d'un gisement d'or, elle n'est traversée par aucun cours d'eau naturel, et ne dispose d’aucune source d'eau potable à proximité. Cette particularité a contraint le gouvernement sud-africain à concevoir un système complexe d’acheminement de l'eau potable, provenant du Lesotho, jusqu'au cœur de la métropole.
La ville est située à une cinquantaine de kilomètres au sud de Pretoria, la capitale du pays. L'Afrique du Sud compte trois capitales : Pretoria, capitale administrative, Le Cap, capitale parlementaire et Bloemfontein, capitale juridique.

### Climat
Johannesbourg possède un climat de type océanique tempéré par ses 1 650 m d'altitude. Elle bénéficie de températures assez douces le jour (environ 28° à 30° en été et 10° à 20° en hiver) mais en revanche assez froides le soir (environ 15 °C en été et pouvant descendre en dessous de zéro en hiver).
| Mois                              | jan. | fév. | mars | avril | mai  | juin | jui. | août | sep. | oct. | nov. | déc. | année |
| --------------------------------- | ---- | ---- | ---- | ----- | ---- | ---- | ---- | ---- | ---- | ---- | ---- | ---- | ----- |
| Température minimale moyenne (°C) | 14,7 | 14,1 | 13,1 | 10,3  | 7,2  | 4,1  | 4,1  | 6,2  | 9,3  | 11,2 | 12,7 | 13,9 | 10,1  |
| Température moyenne (°C)          | 19,5 | 19   | 18   | 15,3  | 12,6 | 9,6  | 10   | 12,5 | 15,9 | 17,1 | 17,9 | 19   | 15,5  |
| Température maximale moyenne (°C) | 25,6 | 25,1 | 24   | 21,1  | 18,9 | 16   | 16,7 | 19,4 | 22,8 | 23,8 | 24,2 | 25,2 | 21,9  |
| Précipitations (mm)               | 125  | 90   | 91   | 54    | 13   | 9    | 4    | 6    | 27   | 72   | 117  | 105  | 713   |

## Démographie

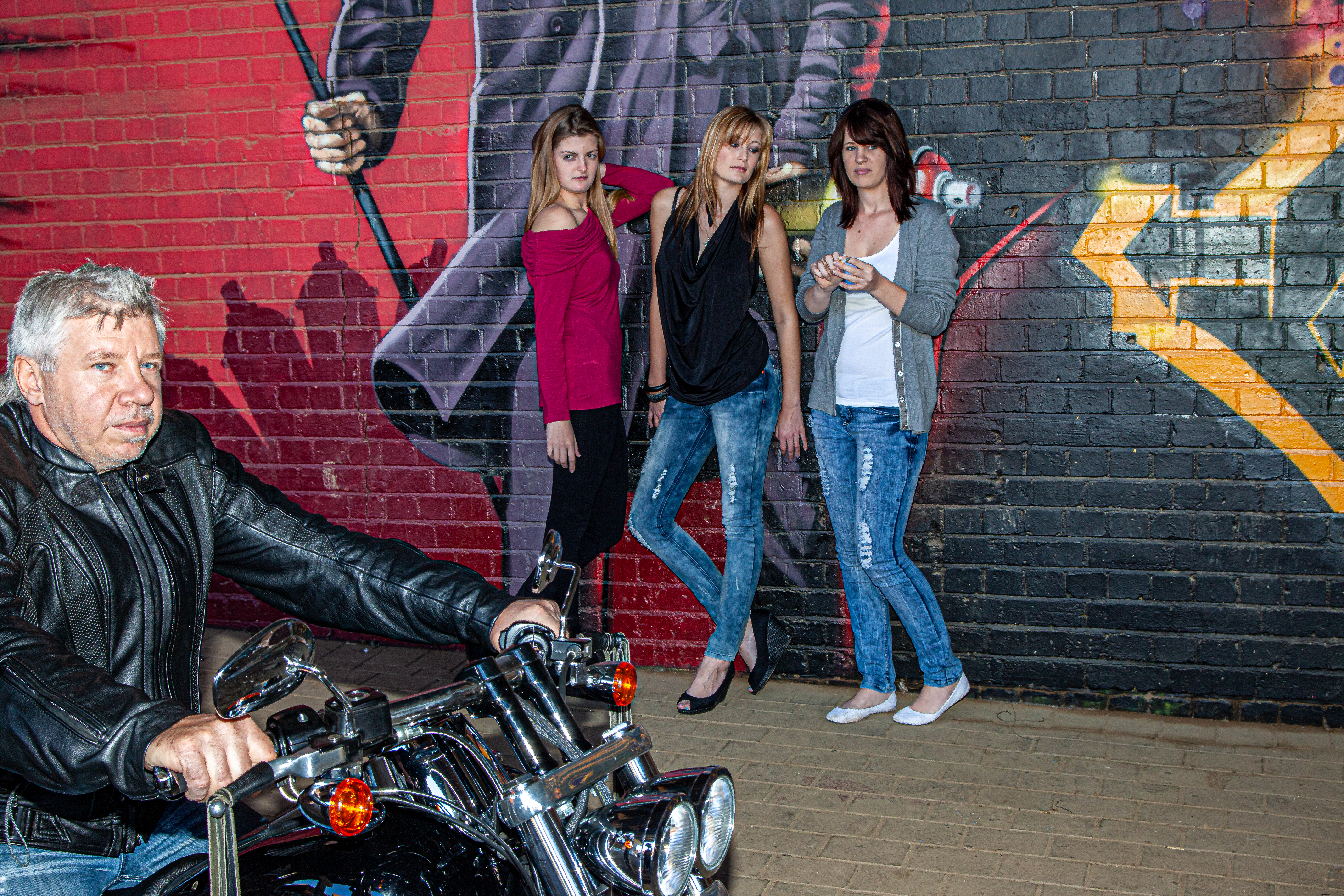
Culture urbaine blanche.

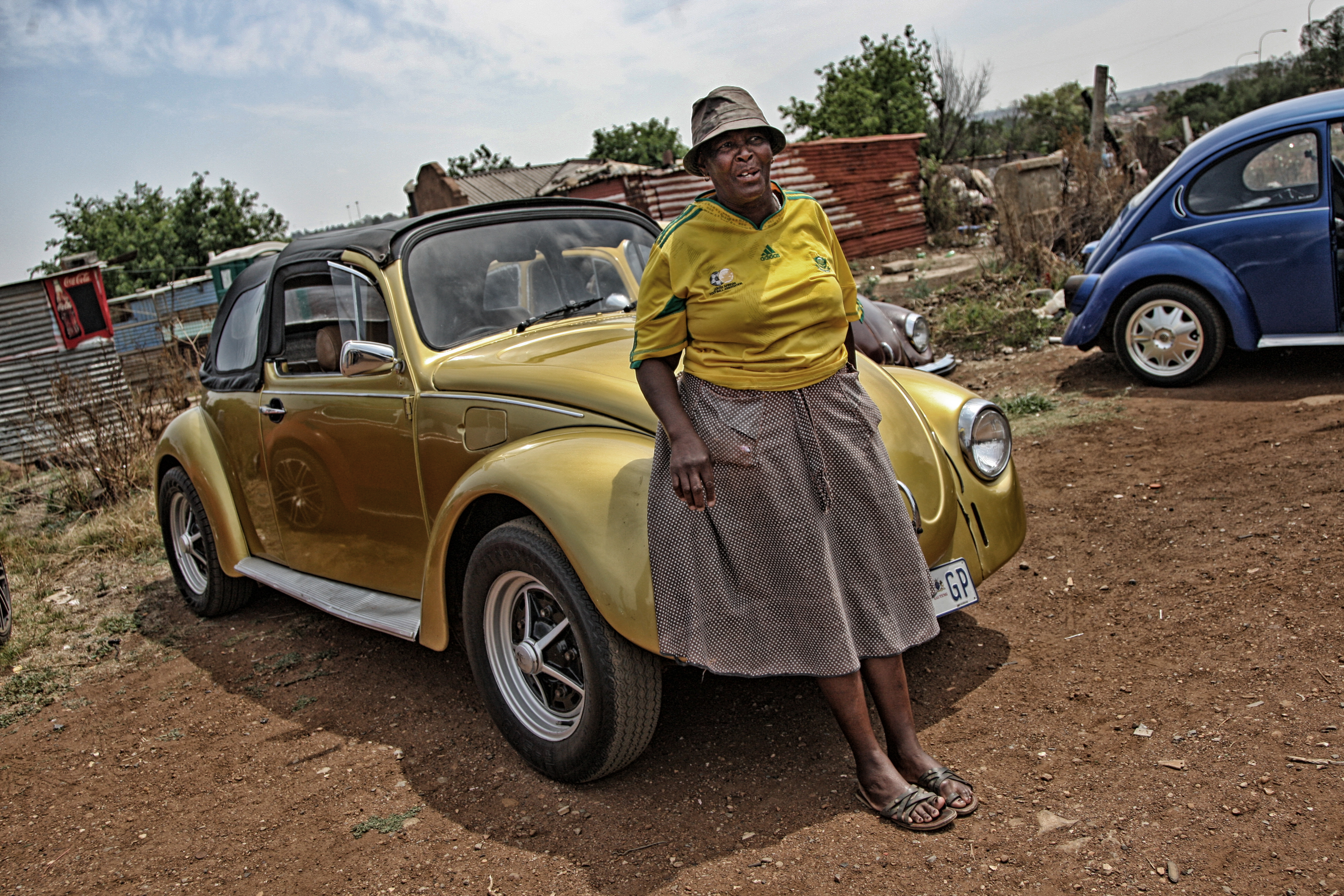
Une habitante de Soweto.

Selon le recensement de 2001, la population de la municipalité de Johannesbourg est supérieure à 3 millions d'habitants pour un territoire de 1 644 km2 représentant une densité de 1 962 habitants /km²). À elle seule, Johannesbourg compte environ 710 000 habitants. Son agglomération recouvrant une grande partie de la province de Gauteng s'étend désormais jusqu'à Prétoria englobant près de 10 000 000 habitants ce qui en fait la quatrième agglomération africaine après Lagos , Kinshasa et Le Caire.
La population noire est représentée à environ 73 %, la population blanche à 16 %, la population métisse à 6 % et la population asiatique à 4 %.
À la fin de l'apartheid, dans les années 1990, les blancs s'étaient repliés sur les banlieues nord. Soweto, le township symbole, est devenu le refuge des classes moyennes noires. Les plus pauvres ont convergé vers l'inner city : Hillbrow, Berea ou Yeoville. Des milliers de familles pauvres ou de migrants africains à la recherche d'un travail s'entassent dans des taudis mais vivent tous les jours à la merci de l'expulsion.
La ville compte 42 % d'habitants de moins de 24 ans et 37 % de chômeurs. Parmi ces derniers, 91 % sont noirs.
Seulement 0,7 % de la population active travaille dans les mines (contre 19 % dans le secteur des services et 18 % dans le secteur financier).
La langue la plus parlée est le nguni (34 %) suivie du sotho du Sud (26 %), de l'anglais (19 %) et de l'afrikaans (8 %).
On dénombre 7 % d'illettrés contre 29 % de diplômés du seul enseignement secondaire (high school) alors que 14 % de la population a fait des études universitaires.
La population de la ville se déclare majoritairement chrétienne (53 %) contre 24 % d'athées ou d'agnostiques, 14 % d'églises africaines diverses, 3 % de musulmans, 1 % de juifs et d'hindous.
En mai 2008, Johannesbourg connaît de violentes émeutes anti immigrés dans les bidonvilles qui font plus de 50 morts, des milliers de sans-abris et provoquent l'exode de plusieurs milliers de clandestins.
La population de toute la zone métropolitaine de Johannesbourg est de 8 millions d'habitants ce qui en fait une des 35 zones métropolitaines les plus peuplées au monde.

## Organisation administrative

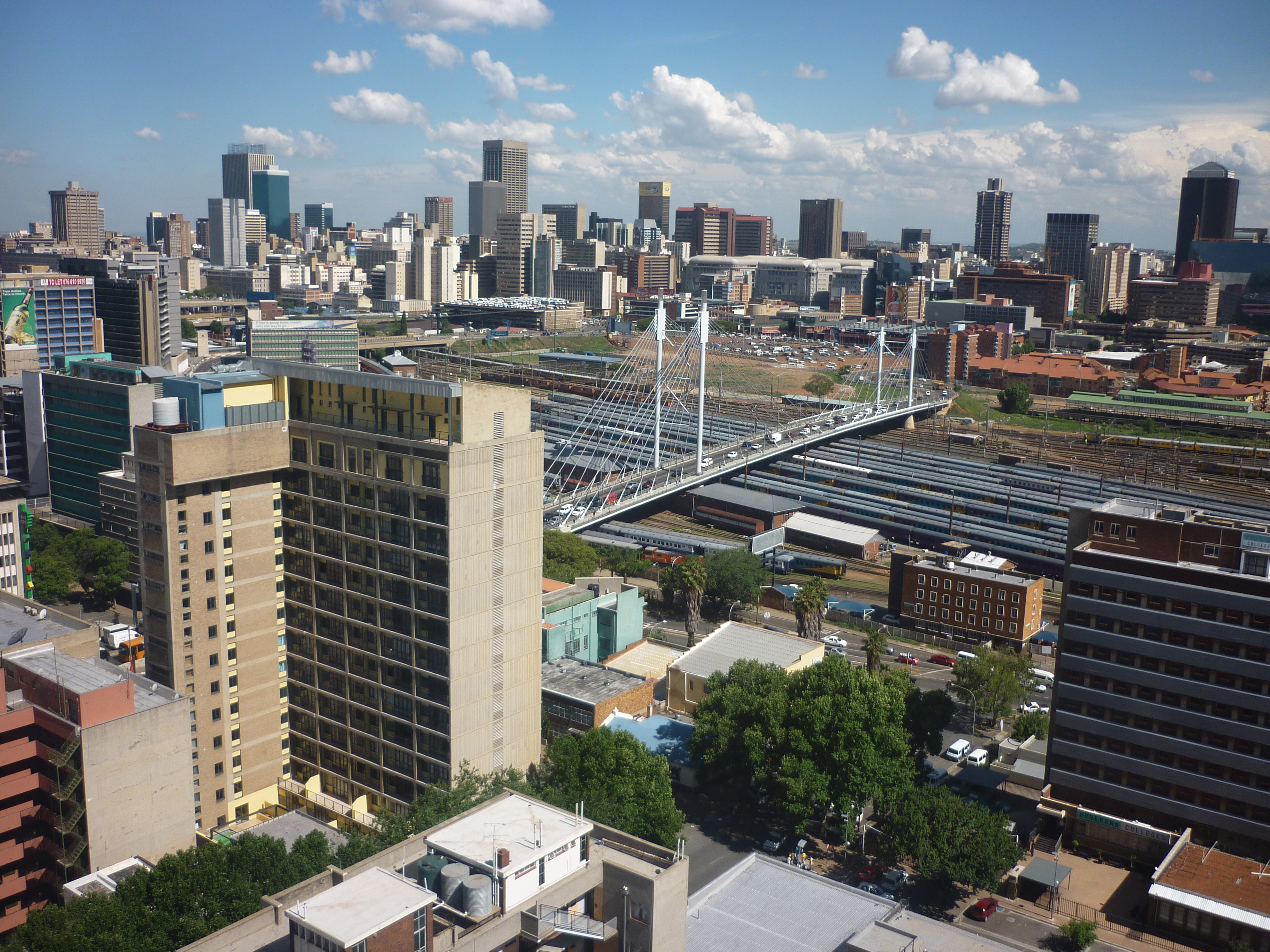
Vue sur le pont Nelson Mandela et le centre-ville de Johannesbourg depuis le quartier central de Braamfontein.

### Ancien statut
Avant 1994, la ville de Johannesbourg se divisait administrativement entre onze autorités locales (sept blanches et quatre noires ou métis). Les sept administrations blanches s'autogéraient financièrement à 90 % et dépensaient 93 USD par personne, alors que les quatre administrations noires s'autofinançaient à seulement 10 % et ne dépensaient que 15 USD par personne.
Jusqu'en 2001, la fonction de maire était surtout représentative et honorifique. Le mandat était d'une année et le titulaire était un conseiller municipal élu par ses pairs. Il était souvent le candidat présenté par le caucus du groupe municipal majoritaire surtout quand celui-ci détenait la majorité absolue des sièges (cas du parti uni de 1952 à 1977) sinon en alternance avec le parti le plus représentatif. Pour exercer la fonction de maire, le principe était souvent de choisir le conseiller municipal par ordre d'ancienneté même si cela n'était pas toujours systématique. Le pouvoir exécutif et l'autorité municipale étaient pour leur part entre les mains du management comittee, incarné et dirigé durant une décade (fin des années 1970 à fin des années 1980) par son président, Jean Francois (Obie) Oberholzer (part uni puis indépendant à partir de 1977).
La démarcation municipale de la ville de Johannesbourg est redéfinie en 1995 pour englober des quartiers noirs et un conseil municipal post-apartheid est créé. Durant cette période, la devise de la municipalité est « une ville, un contribuable » pour marquer l'objectif de traiter la distribution inégale des revenus et des impôts. Les revenus des quartiers traditionnellement blancs et prospères doivent subvenir aux services des quartiers les plus pauvres. La ville est divisée en quatre arrondissements, chacun avec une autonomie territoriale et une autorité locale sous le contrôle d'un conseil central métropolitain. De plus, les circonscriptions sont modifiées pour inclure les quartiers riches comme Sandton et Randburg, et les townships voisins pauvres comme Soweto.
En outre, dans le cadre de la réforme transitoire des gouvernements locaux, le maire élu à la suite des élections municipales de 1995, et réélu chaque année, reste en fonction durant l'intégralité de la mandature.

### Nouveau statut

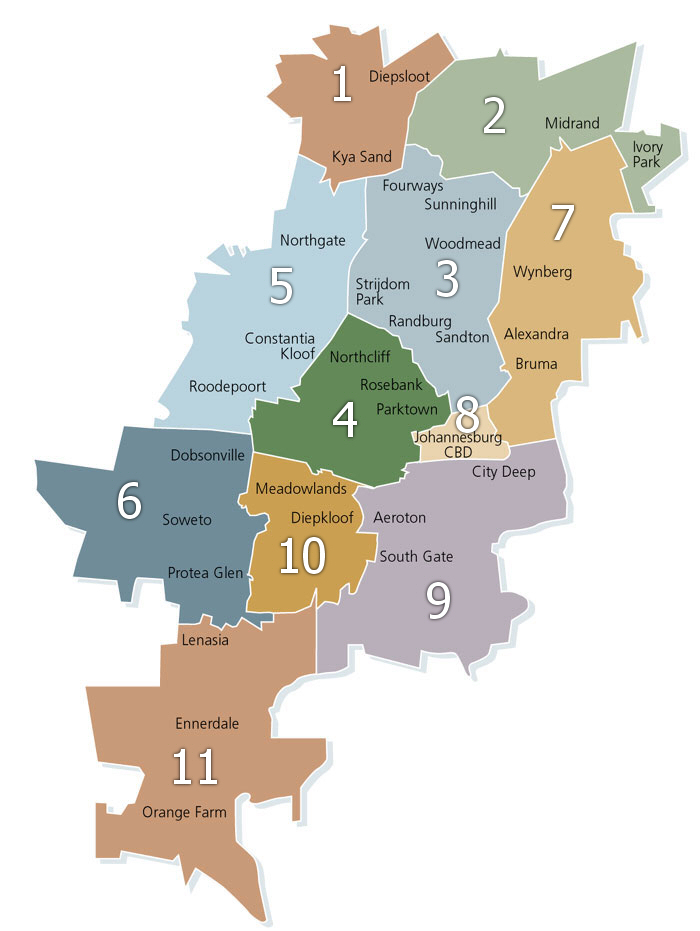
Régions administratives de Johannesbourg.

La ville de Johannesbourg se confond aujourd'hui avec la municipalité créée en 2000 et comprend onze régions administratives.
Depuis 2000 et la réorganisation des pouvoirs locaux ayant amené notamment à la création de la nouvelle métropole de Johannesburg, la fonction de maire est devenue une fonction pleinement exécutive et son titulaire est élu par la majorité des membres du conseil municipal après avoir été désigné comme candidat de l'un des partis représentés au conseil.
Lors des élections municipales du 1er mars 2006, l'ANC remporte de nouveau la mairie avec 62 % des suffrages (136 sièges) contre plus d'un tiers des suffrages à l'Alliance démocratique (59 sièges). Lors des élections municipales de 2011, l'ANC est de nouveau vainqueur et choisit le conseiller municipal Mpho Parks Tau (ANC) pour succéder à Masondo. En août 2016, un candidat non issu de l'ANC, Herman Mashaba (Alliance démocratique), devient maire de la municipalité de Johannesbourg, soutenu par six partis d’opposition (totalisant 144 sièges sur 270) pour faire barrage au candidat de l’ANC, pourtant arrivé en tête lors des élections municipales sans toutefois obtenir la majorité absolue des sièges (45 % des voix contre 38 % à la DA). C'est la première fois depuis 1995 et la première fois depuis la création de l'actuelle métropole unifiée en 2000 que l'ANC ne contrôle pas Johannesbourg,. En novembre 2019, Mashaba démissionne. L'ANC reprend le contrôle du conseil municipal et élit Geoff Makhubo le 4 décembre suivant.

### Maires de Johannesburg
| Période           | Période           | Identité                    | Étiquette  | Qualité |
| ----------------- | ----------------- | --------------------------- | ---------- | --- |
| 5 décembre 2000   | 26 mai 2011       | Amos Masondo                | ANC        | |
| 26 mai 2011       | 22 août 2016      | Mpho Parks Tau              | ANC        | |
| 22 août 2016      | 27 novembre 2019  | Herman Mashaba              | DA         | |
| 4 décembre 2019   | 9 juillet 2021    | Geoff Makhubo (1968-2021)   | ANC        | Mort du covid 19 en cours de mandat                                                                                   |
| 9 juillet 2021    | 10 août 2021      | Eunice Mgcina               | ANC        | Intérim |
| 10 août 2021      | 18 septembre 2021 | Jolidee Matongo (1975-2021) | ANC        | Mort en fonction |
| 1er octobre 2021  | nov 2021          | Mpho Moerane                | ANC        | |
| 22 novembre 2021  | 30 septembre 2022 | Mpho Phalatse (en)          | DA         | |
| 30 septembre 2022 | 25 octobre 2022   | Dada Morero (en)            | ANC        | Élection déclarée inconstitutionnelle, illégale et invalide                                                           |
| 22 novembre 2021  | 26 janvier 2023   | Mpho Phalatse (en)          | DA         | Réinstallée par décision de justice puis révoquée le 26 janvier 2023 à la suite de l'adoption d'une motion de censure |
| 27 janvier 2023   | 26 avril 2023     | Thapelo Amad (en)           | Al Jama-ah | Élu dans le cadre d'une coalition avec l'ANC                                                                          |
| 5 mai 2023        | 13 août 2024      | Kabelo Gwamanda (en)        | Al Jama-ah | Élu dans le cadre d'une coalition avec l'ANC. Démissionne en aot 2024                                                 |
| 17 août 2024      | en cours          | Dada Morero (en)            | ANC        | Élu avec le soutien de ANC, ActionSA, Al Jama-ah, AIC, Good, ATM, AHC, UDM, Cope, PAC, APC et UIM.                    |

## Urbanisme
Johannesbourg est en pleine rénovation depuis le début des années 2000, motivée dans sa démarche par l'organisation de la Coupe du monde de football 2010 en Afrique du Sud.
La facette la plus visible de cette transformation est une reconquête du centre-ville par les investisseurs et les plus riches. Des immeubles de bureaux, vides et délabrés, sont transformés en appartements luxueux et en lofts. L'un des symboles de ce renouveau se trouve dans le nouveau regard apporté à la tour Ponte City ; bonne adresse dans les années 1970, elle est progressivement abandonnée aux activités illicites et au crime ; dans les années 1990, il avait même été question de la transformer en prison, avant de revenir à un projet plus classique de rénovation. La ville tente ainsi d'attirer, après des travaux importants, une riche clientèle de blancs et de noirs, cette classe qui est en passe de reconquérir le centre-ville de Johannesbourg.
La municipalité encourage ce mouvement de ré-embourgeoisement, en misant aussi sur la sécurité. Quoiqu'elle ne soit pas parfaite, le taux de criminalité (ou le sentiment de criminalité) semble diminuer. Plus de 300 caméras de sécurité aident efficacement la police, en scrutant tout le centre-ville et la plupart des points chauds. Afin d'assainir le centre-ville, la ville fait évacuer par la force les immeubles délabrés de leurs habitants. Ces derniers ne peuvent pas revenir une fois expulsés, les immeubles ayant été entretemps transformés en logements luxueux au loyer inabordable. Les populations pauvres, majoritairement noires, sont contraintes de s'exiler dans des banlieues délabrées.

### Odonymie
Au xxie siècle, la ville a connu de nombreux changements de dénomination quant à ses rues.

### Banlieues
Les banlieues reflètent la diversité de Johannesbourg. Au nord s'étendent les quartiers huppés représentés par le centre des affaires à Sandton, Melrose, Four ways, Rivonia…
Au sud-ouest, le célèbre township de Soweto (SOuth WEst TOwnship) est un héritage de l'apartheid.

## Criminalité

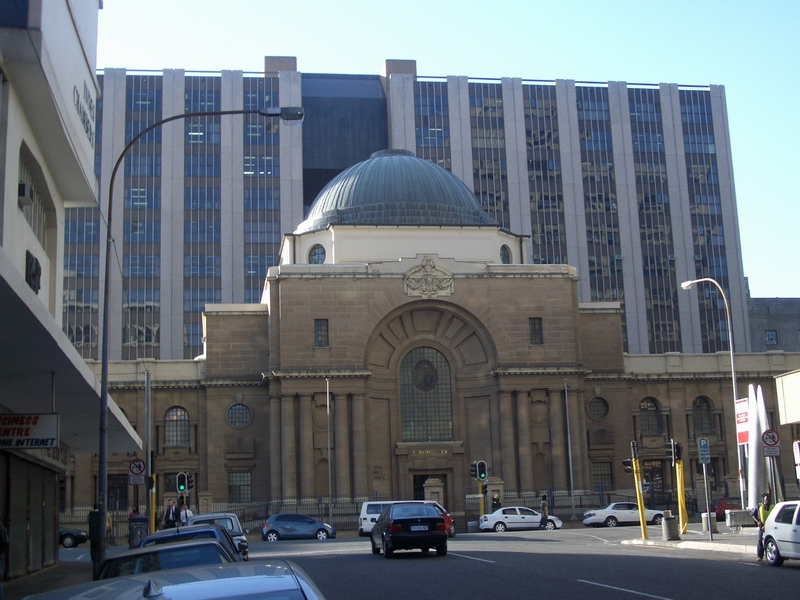
Le bâtiment de la cour d'appel de Johannesbourg.

Johannesbourg est l'une des villes les moins sûres du monde en temps de paix, notamment au centre-ville. La ville est souvent citée dans des études pour avoir l'un des taux d'homicide le plus élevé au monde. Il y a en moyenne 20 meurtres par jour. La majeure partie de la population y circulant vient des townships miséreux, connaissant eux aussi de forts taux de criminalité.
Les gens de classe moyenne et supérieure habitent dans des maisons protégées par de hautes clôtures, munies de barbelés, de fils électriques, et surveillées par les compagnies de sécurité privées aussi appelé gated communities. Dans les quartiers pauvres comme Hillbrow et les townships environnants, la violence est importante. Les maisons de briques ne sont pas toujours protégées par des clôtures avec barbelés. Les maisons de tôle d'acier sont généralement sans protection.

## Économie
Au XXIe siècle, l'activité minière n'est plus le secteur principal de l'économie locale. L'essor des services, ainsi que la construction d'un aéroport international, ont fait de Johannesbourg une cité de première importance pour le commerce africain et mondial. L'agglomération de Johannesbourg (Gauteng) assure 40 % du PIB de l'Afrique du Sud.
L'héritage de la période d'apartheid a maintenu une crise du logement pour les noirs, gravement touchés par le chômage, lequel, selon le gouvernement, avoisine les 40 %, entretient les rancœurs à l'encontre des immigrés accusés de rafler les emplois, de faire baisser le coût du travail, voire de faire augmenter la délinquance. Le gouvernement de Thabo Mbeki, qui a succédé à Nelson Mandela, a sous-estimé la crise au Zimbabwe limitrophe. Cette crise a précipité trois millions de clandestins de l'autre côté de la frontière. Les écarts de revenu et les tensions raciales créent d'importants problèmes d'insécurité dans le centre-ville, déserté par les blancs, et abandonné par les investisseurs. Ce centre-ville tente actuellement de se restructurer autour d'un nouveau quartier administratif et culturel à vocation touristique.
En 1999, Johannesbourg nomme un manageur pour la ville afin d'améliorer sa mauvaise situation financière. Ce dernier, conjointement avec le conseil municipal, élabore un plan de réforme stratégique appelé « Igoli 2002 ». La ville passe ainsi de la quasi-insolvabilité à un surplus de 153 millions de rands (23,6 millions USD).

## Architecture

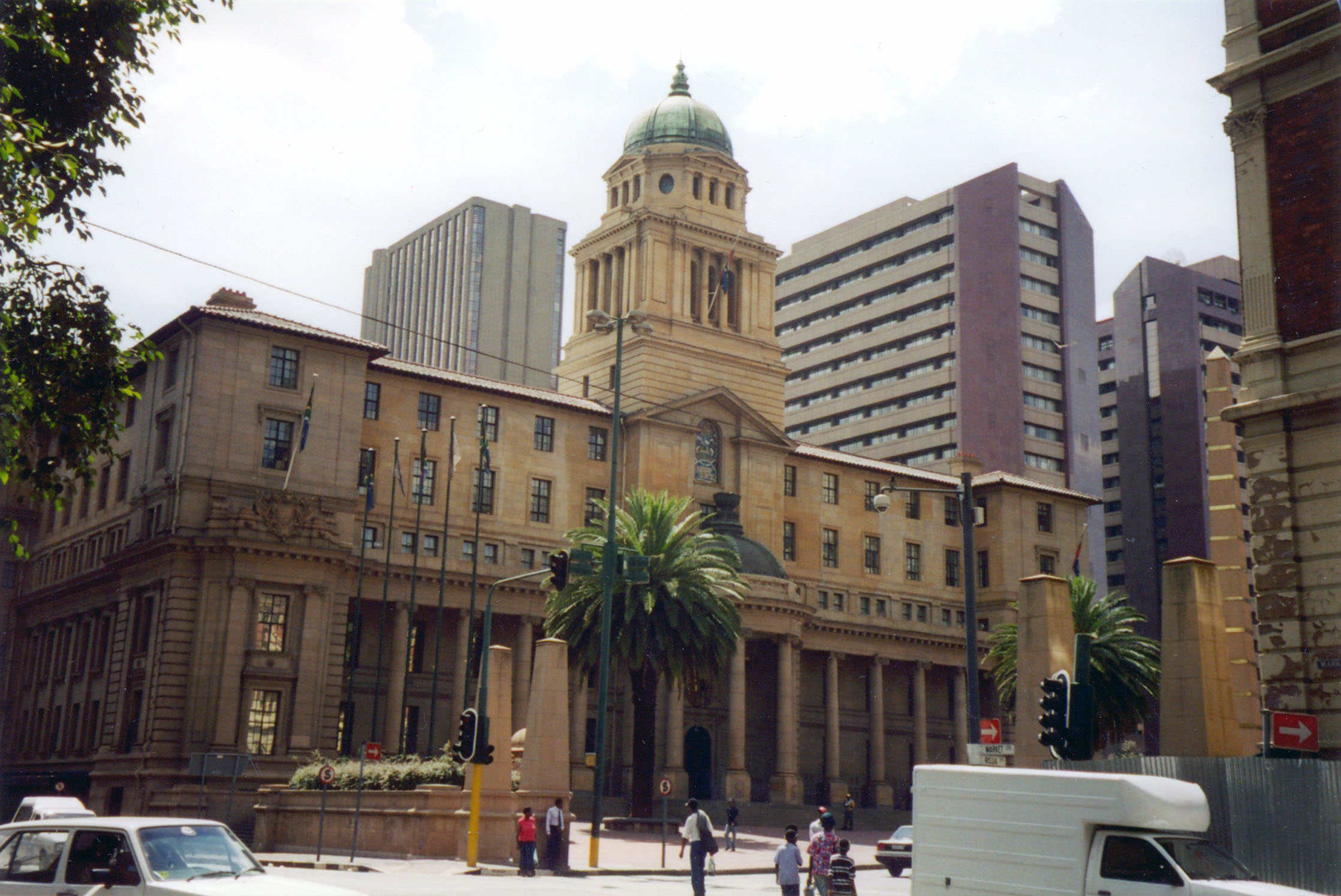
Hôtel de ville de Johannesbourg.
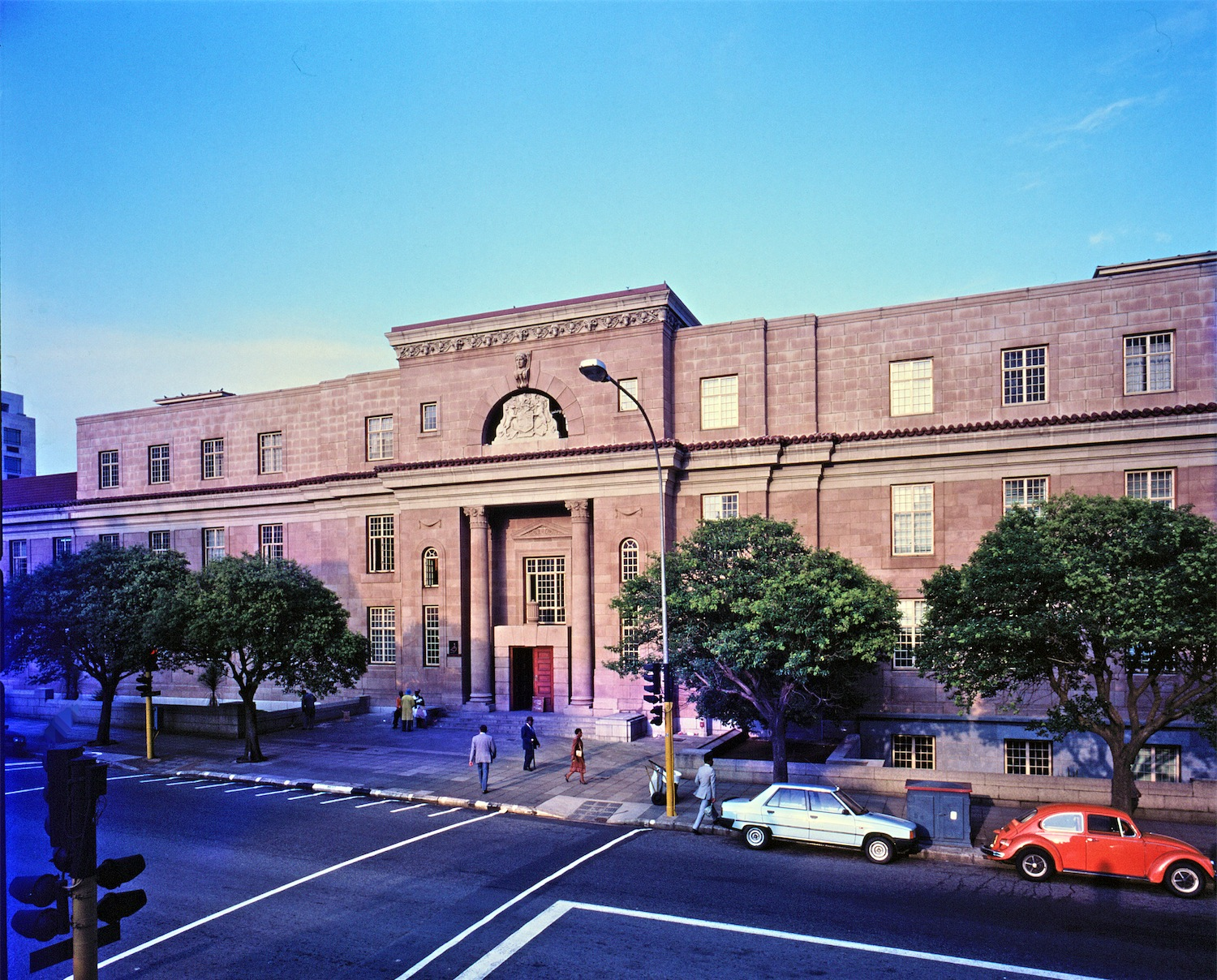
Haute Cour d'Afrique du Sud, division locale de Gauteng en 1988
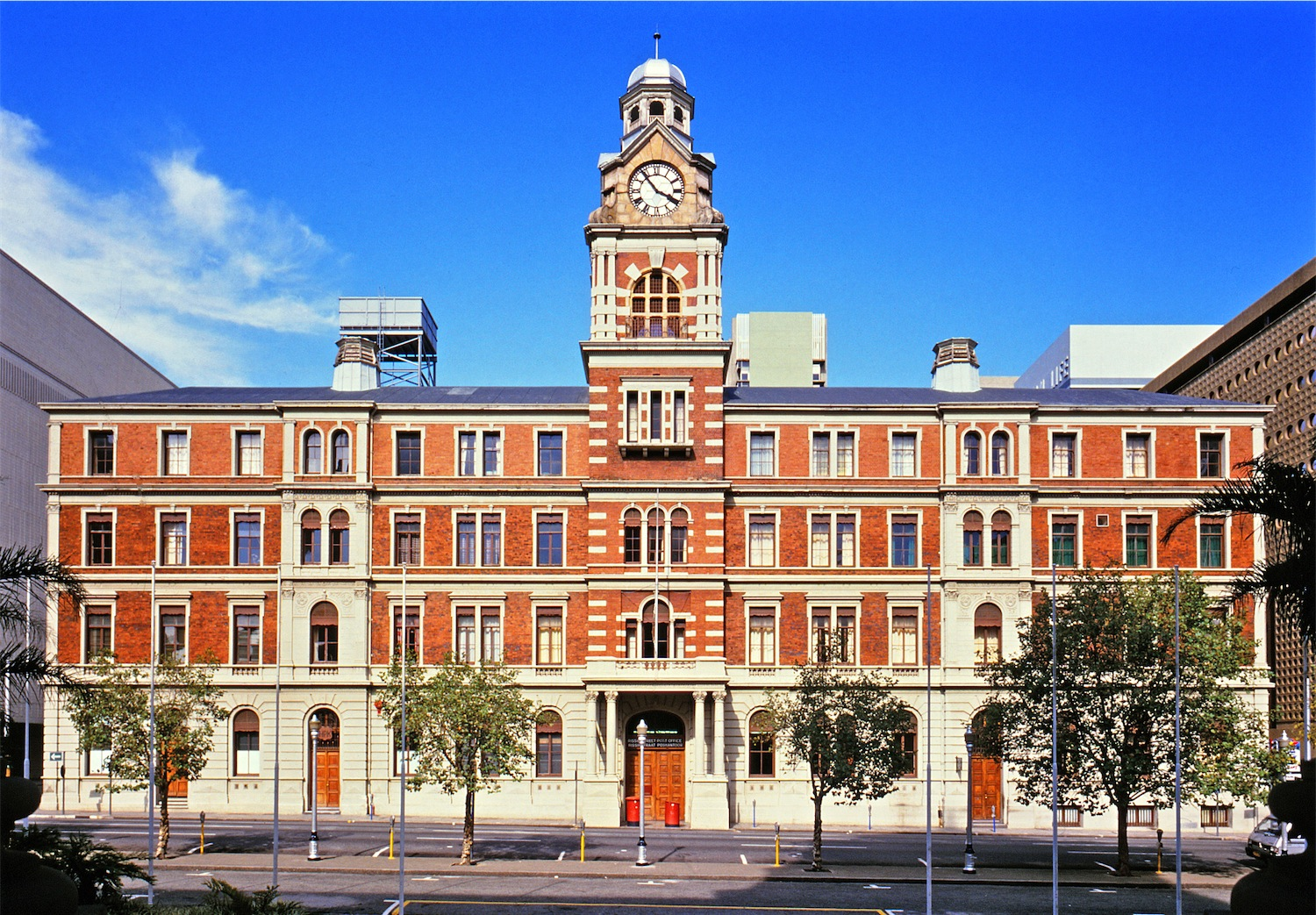
Poste de Rissik Street en 1988.
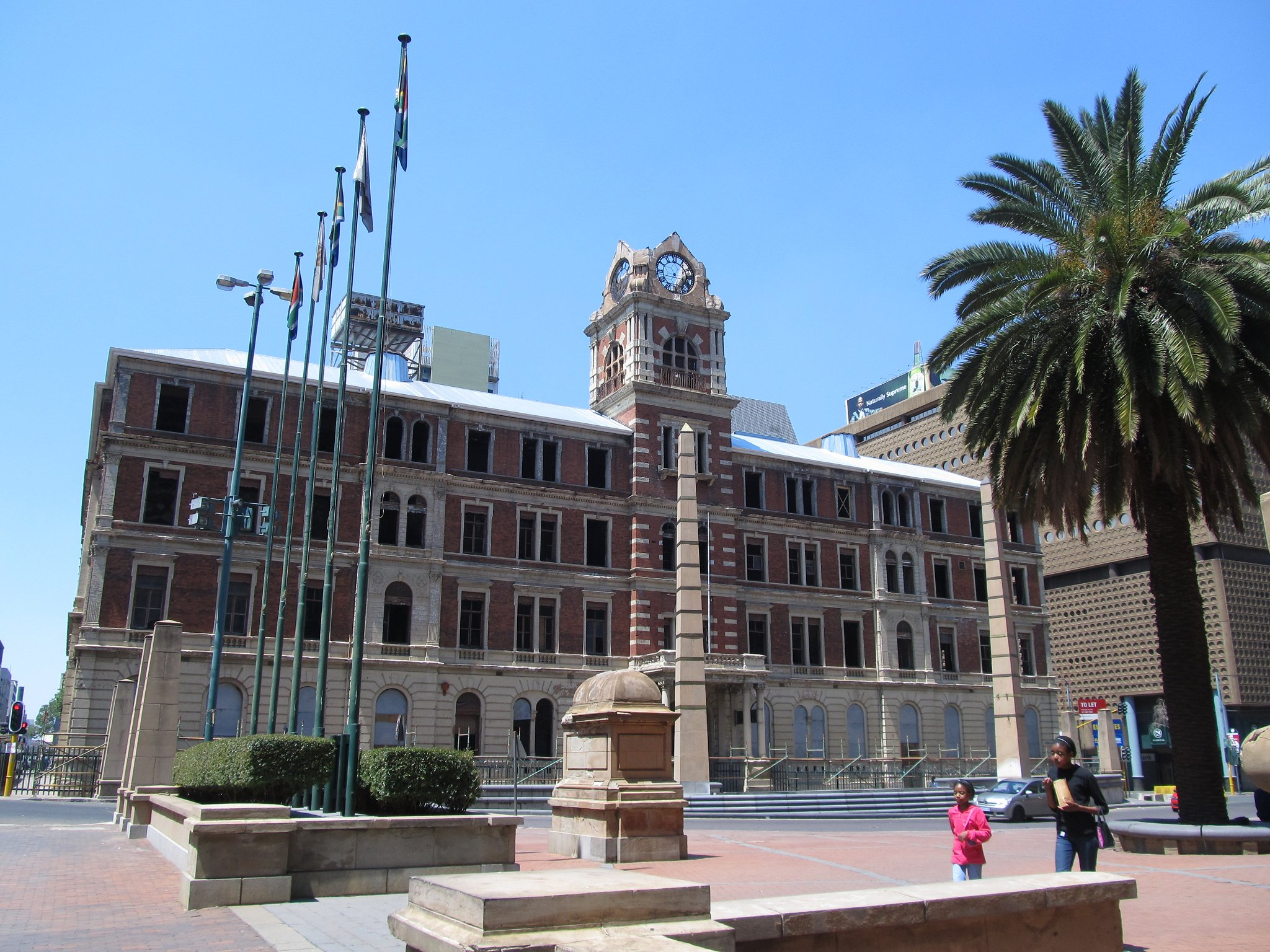
Poste de Rissik Street en 2011.
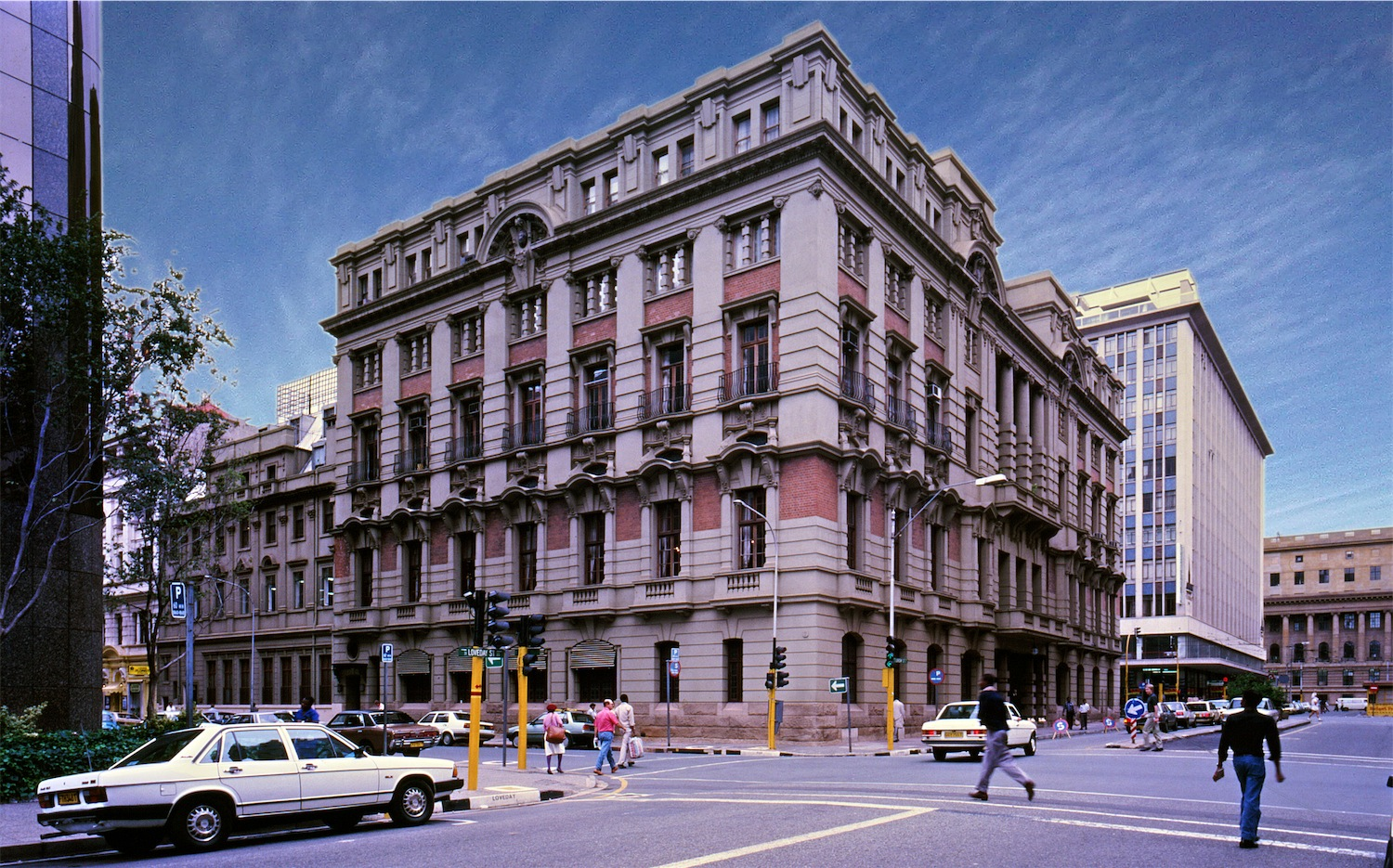
Le Rand Club.

Le centre-ville (ancien Central Business District, CBD) comprend une centaine d'édifices Art déco des années 1930 et 1940. Les plus importants sont situés sur Main Street, sur Commissioner Street (Federal Hotel et Broadcast House), sur Loveday et sur Commissioner (Union Castle Building et le Rand Club). Une dizaine d'autres immeubles Art déco pourraient prochainement être démolis pour faire place à de nouveaux complexes administratifs. Il s'agit des immeubles situés sur Beyers Naudé Square (ancien DF Malan) et qui avaient abrité le Rand Water Board, la Colonial Bank et la Volkskas Bank.
À huit kilomètres au sud de Johannesbourg, à la place d'un ancien puits de mine exploité de 1887 à 1971, se situe Gold Reef City, un parc d'attractions basé sur l'atmosphère de la cité au début du XXe siècle alors que l'exploitation des mines était en pleine expansion.

## Parcs
Johannesbourg possède également un zoo de 54 hectares, qui est passé du statut de petit parc public en 1904 à celui de grand parc ; son entrée se situe sur l'une des plus importantes avenue, qui traverse Johannesbourg du nord au sud, Jan Smuts Avenue. En face du zoo, se trouve un grand parc entourant un lac artificiel, Zoo Lake.

## Culture
L'artiste sud-africain Guy Tillim a réalisé en 2004 une série de photographies illustrant l'abandon de la ville, intitulée Jo'burg (2004).

### Musées
De nombreux musées sont à visiter (liste non exhaustive) :
- Le musée d'art de Joburg, (Joburg Art Gallery), l'une des plus grosses galeries d'art du sous-continent.
- Le MuseuMAfricA, principalement construit autour de l'histoire et de la culture sud-africaine.
- Le Musée de l'apartheid, ouvert en 2001.
- Le James Hall Museum of Transport, le musée le plus complet relatif aux transports en Afrique du Sud.
- Le mémorial et musée Hector Pieterson, collecte, conserve et interprète les documents concernant la mémoire, l'héritage et l'histoire des soulèvements nationaux à partir de 1976. Depuis sa création en 2002, il a développé une collection variée de témoignages oraux, de documents historiques et de culture matérielle relatifs aux soulèvements.
- Le Bensusan Museum of Photography, pour découvrir l'histoire, les techniques ainsi que le matériel photographiques, mais aussi le travail des photographes, en particulier relatif à l'Afrique du Sud.
- Le Geology Museum et le Bleloch Geological Museum, pour découvrir, en plus de l'histoire de la planète, le patrimoine géologique de l'Afrique du Sud.
- L'Origins Centre, musée présentant notamment l'histoire des origines de l'humanité mais aussi de l'art rupestre en Afrique du Sud, situé au sein de l'université du Witwatersrand.
- Le Workers' Museum, dont l'exposition, centrée sur la période 1900-1970, révèle les difficultés rencontrées par les travailleurs immigrés.
- Le Constitution Hill Museum, site de la célèbre prison Old Fort. Les anciennes cellules ont été transformées en musée; il est également possible de visiter le vieux fort, la Cour constitutionnelle ainsi qu'une collection d'art.
- Le musée de l'histoire militaire qui propose entre autres la visite d'une grande collection d'armes et de véhicules de guerre.
- La Mandela House, à Soweto.
- Le SAB World of Beer, musée de South African Breweries (brasserie).
- Le ABSA Group Museum, consacré à l'histoire du géant bancaire ABSA et au développement de la monnaie en Afrique du Sud.
- Le Bernard Price Institute for Palaeontological Research, aussi connu sous le nom de James Kitching Gallery, petit musée de paléontologie, situé au sein de l'université du Witwatersrand.
- Le CE Moss Herbarium, musée botanique riche de plus de 100 000 spécimens, situé au sein de l'université du Witwatersrand.
- L'Anthropology Museum and Resource Centre, musée anthropologique, situé au sein de l'université du Witwatersrand.
- Le Wits University Zoology Museum, seul musée d'histoire naturelle à Johannesbourg, situé au sein de l'université du Witwatersrand.
- L'Adler Museum of Medicine, musée de la médecine qui renferme une collection remarquable de souvenirs médicaux et pharmacologiques, situé au sein de l'université du Witwatersrand.

## Transports
Johannesbourg est reliée à toutes les villes principales du pays par voie aérienne ou par la route.

### Aéroports
L'aéroport international OR Tambo (qui porta le nom de Jan Smuts de 1952 à 1995) est la porte d'entrée principale des voyageurs étrangers en Afrique du Sud. Doté d'une aérogare ultramoderne, il a vu passer 21 millions de passagers en 2019, faisant de lui le premier aéroport d'Afrique. Depuis le 27 octobre 2006, l'aéroport international de Johannesbourg porte le nom d'Oliver Tambo. Cette décision, qui fait suite à une longue polémique, a été perçue par les opposants comme une remise en cause de l'argument utilisé en 1995 par le gouvernement de ne donner dorénavant que des noms de lieux géographiques aux aéroports sud-africains.
La compagnie nationale South African Airways, disposant d'une importante flotte de gros porteurs, a un réseau mondial très étendu vers l'Europe, l'Extrême-Orient et l'Australie. Elle dessert aussi plusieurs villes américaines, telles Washington et New York. Sa filiale, Airlink, dessert, comme d'autres compagnies low-cost, l'ensemble des villes sud-africaines.
La ville est également connectée avec l'aéroport de Johannesbourg-Lanséria.

### Chemin de fer
Le chemin de fer urbain de Johannesbourg connecte Johannesbourg central à Soweto, Pretoria, et à la plupart des villes satellites le long du Witwatersrand. Il transporte un nombre important de passagers chaque jour.
Cependant, son infrastructure date de la fin du XIXe siècle et couvre seulement les plus vieux secteurs du sud de la ville. Johannesbourg a grandi en grande partie au nord et aucun des secteurs du nord, y compris le quartier des affaires, non plus que ceux de Sandton, Midrand, Randburg et Rosebank, ne sont desservis par le chemin de fer.

### Gautrain
Le Gautrain, liaison ferroviaire rapide, est conçu pour soulager le trafic sur l'autoroute N1 entre Johannesbourg et Pretoria, laquelle enregistre un trafic journalier de 160 000 véhicules. Sa construction a commencé en octobre 2006 ; l'inauguration a eu lieu le 8 juin 2010, quelques jours avant le début de la coupe du monde de football. Il relie Johannesbourg à Pretoria, Sandton et l'aéroport international de Johannesbourg. Il comporte des stations souterraines et aériennes. Il traverse le parc Joubert, Rosebank, Sandton, Midrand et pénètre dans Pretoria. C'est le premier système ferroviaire innovant construit en Afrique du Sud depuis 1977.

### Bus et taxis
Johannesbourg est desservie par une flotte d'autobus exploitée par Metrobus, une association d'entreprises. Elle possède un parc d'environ 550 bus simples, ainsi que des bus à impériale, assurant 84 itinéraires différents. Cela inclut 200 bus modernes (150 autobus à l'impériale et 50 simples), fabriqués par Volvo, Scania et Marcopolo/Brasa en 2002. La flotte de Metrobus transporte environ 20 millions de passagers par an. La compagnie exploite aussi un certain nombre de bus ouverts-supérieurs dans la City Slicker, les utilisant pour faire des visites guidées autour de la ville.
De plus il y a un certain nombre d'opérateurs privés qui se concentrent essentiellement sur les itinéraires interurbains en autocar et les voyages en groupe.
Il y a également à Johannesbourg des taxis-minibus qui représentent le mode de transport le plus utilisé par la majorité de la population. Ces taxis sont souvent de qualité médiocre et les chauffeurs sont inexpérimentés. Cependant, eu égard à la forte demande, ils constituent le moyen de transport principal pour les moins favorisés.

### Autoroutes
Johannesbourg est au cœur d'un réseau autoroutier complexe qui la relie à la capitale Pretoria en 25 minutes, à la seconde ville du pays, Le Cap, ainsi qu'à la capitale parlementaire, Bloemfontein, par la N1. Les villes côtières de l'océan Indien telles que Durban, Port Elizabeth ou East London sont desservies par la N2. D'autres destinations, lieux de safaris, parcs nationaux, réserves naturelles… sont situées au bout de routes secondaires à voies rapides.
Johannesbourg, tout comme Los Angeles, est une ville jeune et adaptée au transport automobile privé. Elle manque d'un système adapté de transports en commun. Un nombre significatif de résidents de la ville dépend des taxis ou des minibus informels.
Le fait que Johannesbourg n'ait pas été construite autour d'une rivière navigable conditionna le mode de transport à l'intérieur et à l'extérieur de la ville ; c'est par la route que la majorité du transit des personnes et des marchandises s'effectue.
Le périphérique de Johannesbourg est composé de trois autoroutes qui convergent sur la ville, formant une boucle de 80 kilomètres autour d'elle : la déviation N3 orientale, qui relie Johannesbourg à Durban ; la déviation N1 occidentale, qui relie Johannesbourg à Pretoria et Le Cap ; la déviation N12 méridionale, qui relie Johannesbourg à Witbank et Kimberley. Le périphérique est fréquemment congestionné. L'échangeur du Gillooly est considéré comme le plus fréquenté de l'hémisphère sud.

## Éducation

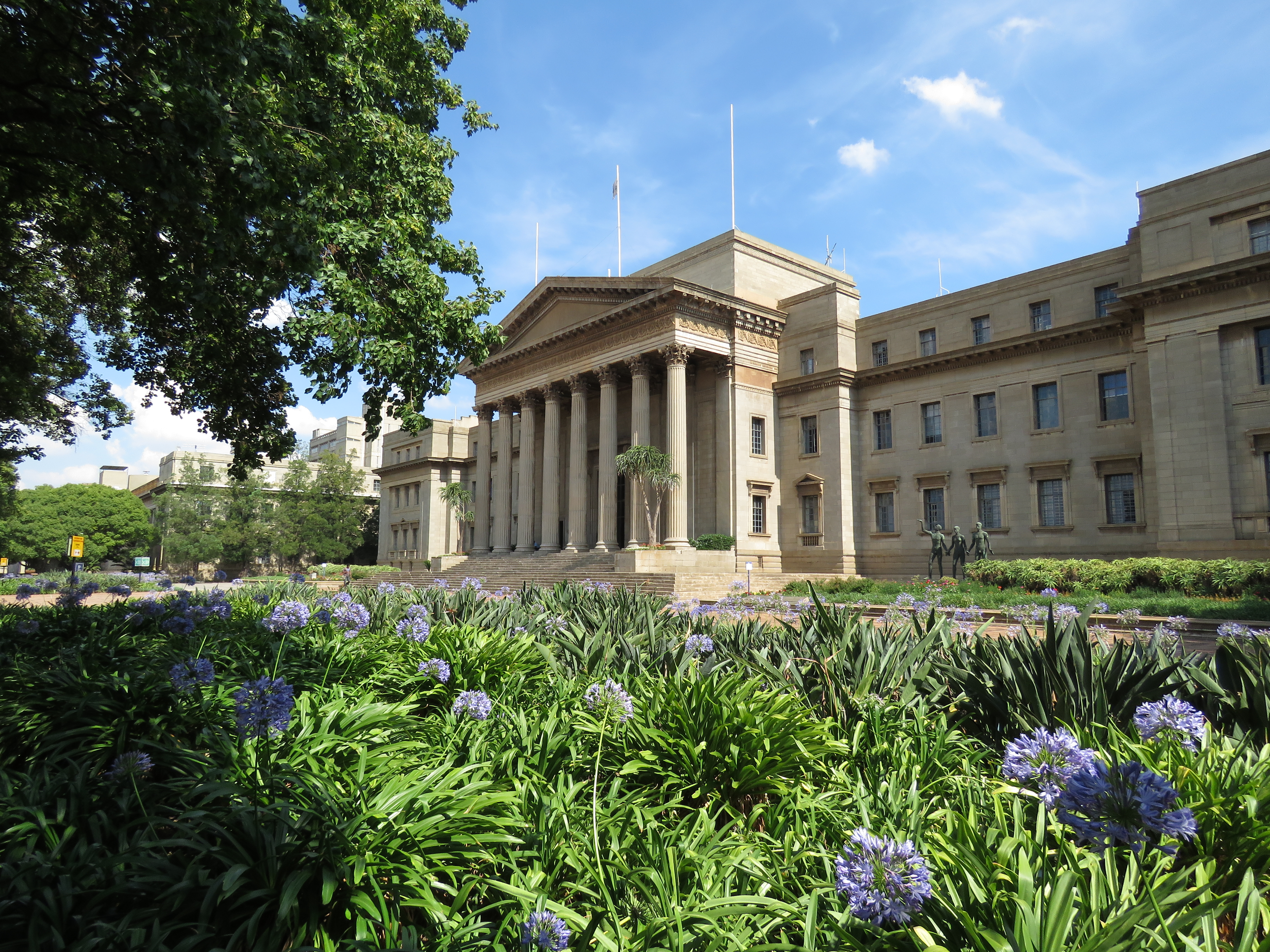
Grand Hall du campus Est de l'Université du Witwatersrand.

De renommée internationale, l'université du Witwatersrand (ou Wits), implantée à Johannesbourg depuis 1904, est un pôle d'enseignement supérieur offrant des formations médicales, scientifiques et artistiques ; il attire des étudiants à l'échelle régionale et nationale. Les enseignements sont dispensés en anglais.
L'université de Johannesbourg a, quant à elle, été créée en 2005, résultat de la réunion des campus de Soweto et East Rand de la Vista University à ceux de la Rand Afrikaans University, et de la fusion de cette dernière avec le Tecknikon Witwatersrand. Les enseignements sont dispensés en anglais et en afrikaans à titre égal, résultat d'un long combat sous l'apartheid qui visait à livrer un enseignement en anglais au détriment de l'afrikaans, langue exclusivement blanche et métisse de tradition.
Johannesbourg est une des rares villes à posséder un centre d'étude épigraphiques, dont les travaux reposent sur l'étude de gravures sud-africaines. Elle prend part aux compétitions dites épigraphiques qui rassemblent les différentes écoles du même genre.
L'éducation primaire et secondaire est organisée en douze années et se termine par l'obtention d'un certificat de validation d'acquis, similaire au baccalauréat français. L'année scolaire va de février à novembre, et les grandes vacances couvrent décembre-janvier, période estivale. La priorité de l'enseignement sud-africain est l'apprentissage simultané des langues, des sciences ainsi que le sport. Le port de l'uniforme est obligatoire. La scolarité est payante et non mixte.
Johannesbourg comprend aussi un large réseau de lycées et d'écoles internationales soutenus par différents pays dont la France, l'Allemagne, le Portugal, les États-Unis, l'Australie, l'Israël et la Libye.

## Lieux de culte
Parmi les lieux de culte, il y a principalement des églises et des temples chrétiens : Église chrétienne de Sion, Apostolic Faith Mission of South Africa, Assemblées de Dieu, Union baptiste d'Afrique australe (Alliance baptiste mondiale), Methodist Church of Southern Africa (Conseil méthodiste mondial), Cathédrale anglicane Sainte-Marie de l'Anglican Church of Southern Africa (Communion anglicane), Église presbytérienne d'Afrique (Communion mondiale d'Églises réformées), Archidiocèse de Johannesburg (Église catholique). Il y a aussi des mosquées musulmanes et des temples hindous.

## Équipements sportifs
Le stade de rugby à XV Ellis Park Stadium se trouve à Johannesbourg. La finale de la Coupe du monde s'y est tenue en 1995 avec la victoire des Springboks sur les All Blacks. Le président Nelson Mandela, première personne noire à ce poste en Afrique du Sud, a ainsi remis le trophée au capitaine sud-africain Francois Pienaar. Nelson Mandela était d'ailleurs revêtu d'un maillot de l'équipe nationale pour l'occasion avec le numéro 6 du capitaine.
Le stade Soccer City a notamment accueilli la finale de la Coupe du monde de football 2010, le dimanche 11 juillet. Il peut accueillir près de 95 000 spectateurs.
Un tournoi de tennis professionnel, de type 250 Series, a lieu tous les ans.

## Relations internationales

### Jumelages
La ville de Johannesbourg est jumelée avec :
- Accra (Ghana)
- Addis-Abeba (Éthiopie)
- Birmingham (Royaume-Uni)
- Xi'an (Chine)
- Londres (Royaume-Uni)
- Kinshasa (République démocratique du Congo)
- Matola (Mozambique)
- New York (États-Unis)
- Windhoek (Namibie)
- Val-de-Marne (France)[31]

## Personnalités associées à la ville
Classement par ordre alphabéthique du patronyme.
- Peter Abrahams, romancier sud-africain de langue anglaise (1919-2017).
- Kevin Anderson, joueur de tennis
- Cyril Axelrod, prêtre catholique sourd-aveugle.
- Neil Bloomkamp, réalisateur des films District 9, Elysium et Chappie.
- Johnny Clegg y est mort le 16 juillet 2019.
- Michael Coetzee, rugbyman.
- Sharlto Copley, acteur né en 1973.
- Mary Crockett, pasteure née en 1962
- David Scott (né en 1988), musicien
- Ernie Els, golfeur né en 1969.
- Dean Geyer, acteur né en 1986.
- Trevor Hall, rugbyman.
- Wikus van Heerden, rugbyman.
- Elza van den Heever, chanteuse soprano.
- Cariba Heine, actrice australienne : elle y est née en 1988.
- Robert Hunter ancien coureur cycliste sud-africain, actuellement directeur sportif de l'équipe Cannondale-Garmin.
- Butch James, rugbyman.
- Peter de Klerk, pilote automobile, y est mort en 2015.
- Olaf Kölzig, ancien gardien de but de la LNH né en 1970.
- Shannon Kook-Chun, acteur y est né en 1987.
- Charl McLeod, rugbyman.
- Turiya Magadlela, qui y est née en 1978.
- Nelson Mandela 1er président de la République d'Afrique du Sud y est mort le 5 décembre 2013.
- Thuli Madonsela, avocate et médiatrice de la république sud-africaine, y est née en 1962.
- Barbara Masekela, née dans untownship de la ville, enseignante, poète, militante et ambassadrice sud-africaine.
- Monica Mason, danseuse et professeur de danse née en 1941
- Dave Matthews, musicien et chanteur né en 1967.
- Fiona Melrose, romancière sud-africaine née à Johannesbourg en 1973.
- Steve Nash, basketteur né en 1974.
- Trevor Noah, acteur et humoriste sud-africain y est née en 1984.
- Lauretta Ngcobo, romancière, y est morte en 2015.
- Robyn Orlin la chorégraphe de danse contemporaine y est née en 1955.
- Joyce Piliso-Seroke, féministe sud-africaine, y est née en 1933.
- Colleen Piketh, y est née le 26 décembre 1972, et est une joueuse sud-africaine internationale de boulingrin.
- Sasha Pieterse, actrice, mannequin, chanteuse et danseuse née en 1996.
- Jackie Pretorius, pilote automobile, y est mort en 2009.
- Tabita Rezaire artiste contemporaine et professeure de yoga féministe
- Lindy Rodwell, zoologiste, y est née en 1962.
- J.R. Rotem, producteur américain : il y est né en 1975.
- Seether, groupe musical rock.
- Doug Serrurier, pilote automobile, y est mort en 2006.
- Troye Sivan, chanteur, acteur et YouTubeur, y est né en 1995.
- Phyllis Spira, danseuse, y est née en 1948.
- Kelvin van der Linde (1996-), pilote automobile
- Sheldon van der Linde (1999-), pilote automobile
- Crisjan Van der Westhuizen, rugbyman.
- Jake White, entraineur de rugby né en 1963.
- Justine Waddell, actrice née en 1976.
- Frederik de Klerk, homme politique sud-africain et Président de l'État de la République d'Afrique du Sud de 1989 à 1994 et Vice-président de la République d'Afrique du Sud de 1994 à 1996 né en 1936.
- Miriam Makeba (1932-2008), chanteuse de jazz.
- Cliff Simon (1962-2021), acteur.
- Tyla (2002),, chanteuse, compositrice et danseuse sud-africaine.
- Tatjana Schoenmaker, nageuse sud-africaine.

### Filmographie
- Unhinged, Surviving Joburg, film documentaire, 2010
- The Battle for Johannesburg, film documentaire, 2010